# Koreaanse Boeddhistische Federatie
De Koreaanse Boeddhistische Federatie (Koreaans: 조선불교도련맹) is een door de Noord-Koreaanse communistische staat gecontroleerde vereniging van Boeddhistische gelovigen. De Federatie werd op 26 december 1945 opgericht met als doel de activiteiten van boeddhisten in Noord-Korea aan te sturen. In 1965 werd de organisatie ontbonden, maar in 1972 werd zij opnieuw opgericht. De Koreaanse Boeddhistische Federatie is aangesloten bij de (Noord-)Koreaanse Raad van Gelovigen. 
De leiding van de KBF staat volledig onder controle van de Koreaanse Arbeiderspartij. Voorzitter van het centraal comité van de KBF is Ju Jong-sun De KBF draagt onder andere zorg voor de Pohyonsa tempel in de bergen van Mjohjang. Over het algemeen ontvangen de boeddhisten van alle religieuze groepen in Noord-Korea de meeste staatssteun. Zo'n 4,5% van de bevolking is boeddhist. 